# Zbigniew Nowosadzki
Zbigniew Nowosadzki (sinh ngày 22 tháng 7 năm 1957 tại Zamość, Ba Lan) là một họa sĩ nổi tiếng người Ba Lan.
Zbigniew Nowosadzki đã được đào tạo tại Trường Nghệ thuật Trung cấp ở Zamość và Viện Giáo dục Nghệ thuật trực thuộc Đại học Maria Curie-Skłodowska ở Lublin, ông tốt nghiệp nơi này vào năm 1983. Từ năm 1987 đến năm 1992, Nowosadzki làm quản lý Phòng triển lãm 'Żar' ('Fervour') bên trong một trường tiểu học ở Warsaw. Trong giai đoạn 1997-2004, Nowosadzki giữ vị trí quản lý nghệ thuật của Phòng triển lãm 'Otwarte Koło' ('Open Circle').
Tính đến nay Zbigniew Nowosadzki đã tổ chức 27 triển lãm cá nhân ở Ba Lan và Bỉ (Brussels). Ngoài ra, ông cũng đã tham gia khoảng 80 triển lãm nhóm ở nhiều nước, bao gồm Ba Lan, Síp (Nicosia), Pháp (Meulan, Verneuil sur Seine), Argentina (Buenos Aires) và Hoa Kỳ (New York, New Britain, Stamford, Connecticut). Nhiều tác phẩm của Nowosadzki nằm trong các bộ sưu tập tư nhân ở Áo, Bỉ, Canada, Síp, Pháp, Đức, Hy Lạp, Hà Lan, Hungary, Italy, Ba Lan, Thụy Sĩ và Hoa Kỳ. Ông là thành viên của một nhóm họa sĩ Ba Lan có tên 'Via Varsovia' và cũng là thành viên của một nhóm họa sĩ Mỹ tên là 'Emotionalists'.